# Комедон

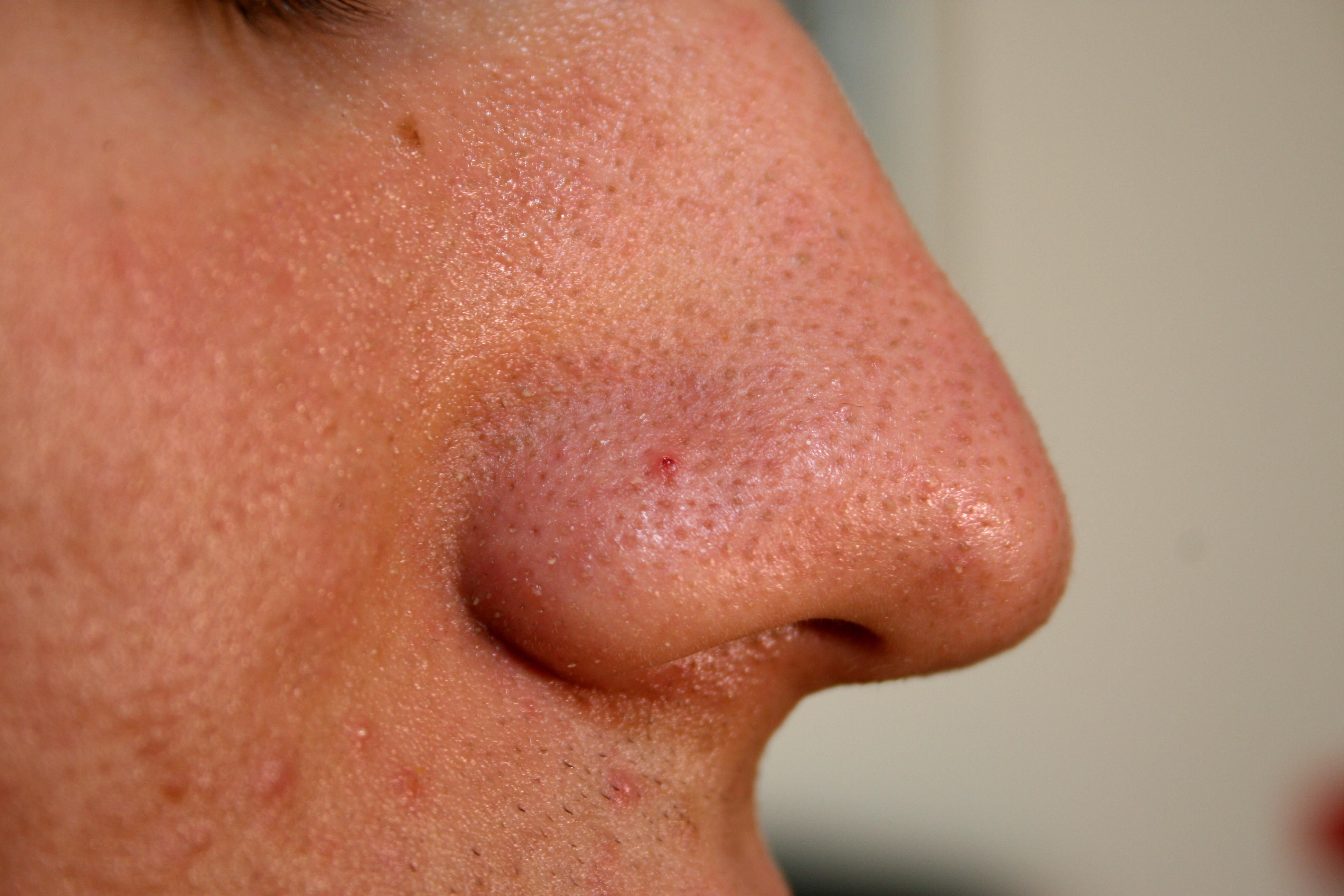
Чітко видно запалений комедон-прищ

Комедон (новолат. acne comedonica) — вид кісти, що утворюється при закупорці гирла волосяного фолікула роговими масами (злущеним епітелієм в суміші з густим салом) при гіперкератозі.
Комедони бувають закритими (білі вугри) і відкритими (чорні вугри).
Закриті комедони - це білясті папули діаметром 1-2 мм, найкраще помітні при розтягуванні шкіри. При стисненні такого комедона його вміст виділяється важко. Закриті комедони часто запалюються з утворенням пустул і вузлів-прищів.

## Профілактика і лікування
- Антибіотики (проти бактерій, що перетворюють вугри в прищі-звичайні комедони в запалені комедони)
- Механічний пілінг шкіри - скрабами
- Хімічний пілінг шкіри — кератолітики: косметичні засоби з оксикислотою, засоби на основі гліколевої кислоти, саліцилової кислоти.